# Darevskia dryada
Espèce
Synonymes
- Lacerta dryada Darevsky & Tuniyev, 1997

Statut de conservation UICN

 CR B2ab(iii,v) : 
En danger critique
Darevskia dryada est une espèce de sauriens de la famille des Lacertidae.

## Répartition
Cette espèce se rencontre dans la province d'Artvin en Turquie et en Adjarie en Géorgie.

## Publication originale
- Darevsky & Tuniyev, 1997 : A new species from Lacerta saxicola group - Lacerta dryada sp. nov. (Sauria: Lacertidae) and some comments relative to Lacerta clarkorum Darevsky & Vedmederja 1977. Russian Journal of Herpetology, vol. 4, n. 1, p. 1-7.